# Sarnadzhur
Sarnadzhur är ett vattendrag i Armenien. Det ligger i den norra delen av landet, 100 kilometer nordost om huvudstaden Jerevan.
Trakten runt Sarnadzhur består i huvudsak av gräsmarker. Runt Sarnadzhur är det ganska tätbefolkat, med 58 invånare per kvadratkilometer.